# Bobby Colomby
Robert Wayne Colomby es un batería y productor estadounidense, nacido en New York, el 20 de diciembre de 1944.
Imagen de marca, durante muchos años, de la empresa de baterías Zildjian, su carrera está vinculada a la del grupo de jazz rock, Blood, Sweat & Tears, con quienes estuvo como músico entre 1967 y 1978. Poseedor de los derechos de explotación del nombre, hasta hoy en día, ha controlado su uso por David Clayton-Thomas y Chuck Negron, quienes lo dirigieron entre 1980 y 2006. A partir de ese año, Colomby desarrolló un proyecto de apoyo a jóvenes instrumentistas, especialmente en zonas deprimidas (como New Orleans, tras el huracán Katrina, etc.), al que llamó Elsie Monica Colomby Music Scholarship Award. Para dar más peso a este proyecto, en 2007, recuperó el control artístico de la banda, que sirve de campo de entrenamiento de los instrumentistas premiados.
Como productor, en su haber se cuentan discos de The Jacksons (Destiny), Jaco Pastorius, Tina Turner y Thomas Dolby, entre otros.